# آباکواسیمبو
آباکواسیمبو (به لاتین: Abakuasimbo) در جمهوری دموکراتیک کنگو است که در north kivu واقع شده‌است.